# 孫思邈

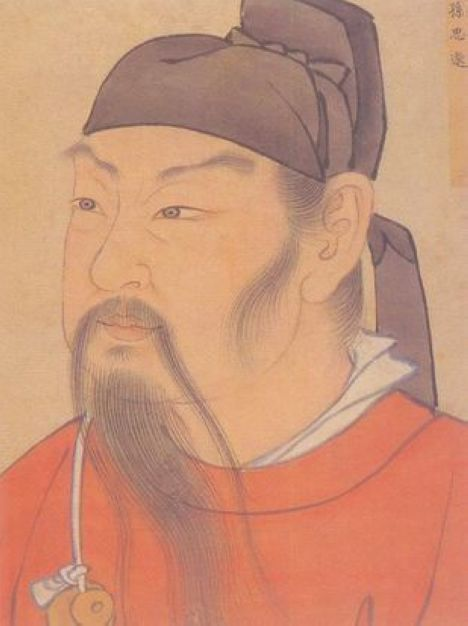

孫 思邈（そん しばく、? - 682年）は、中国唐代の医者・道士。生年は541年、581年とも。中国ないし世界史上有名な医学者・薬物学者、薬王とも称される。

## 概要
京兆郡華原県（現在の陝西省銅川市耀州区）の出身。『新唐書』によると、彼は7歳で学業を始め、日に暗誦すること1千字あまり、百家学説に通じていたという。老荘思想・推歩・数術に通じており、その一方で仏典にも精通していた。彼は小さい頃から多病で、周りの百姓はみな貧しく、多くの人が病気を治すお金がなく死んでいった。そのような周囲の影響により18歳の頃から医学を志すようになり、一生涯勤勉に研究実践を続けていった。
数次にわたり、皇帝に召されるも、全て固辞し、山中に隠遁して著作に専心したという。医学書・仏道二教にわたる著作をなしたが、主著としては、『備急千金要方』（略称『千金要方』）30巻、『千金翼方』30巻の両大著が知られる。
『千金要方』はすでに近代臨床医学の分類方法をとっており、中国史上最初の臨床医学百科全集とも言われる。『千金翼方』は『千金要方』の補完版であり、682年に完成した。
神仙家としても知られており、後世の道教徒たちは、仙人として尊崇した。薬上真人と尊称され、医神として薬王廟に祀られる。
孫思邈が住んでいた草庵「屠蘇庵」で、元旦に飲む屠蘇酒をふるまい定着したとされる。

## 著作
- 備急千金要方（中国語版）
- 千金翼方（中国語版）
- 丹经内伏硫磺法 - この中で火薬の処方が記され、火薬の発明者とされる。